# Канют (Оклахома)
Канют (англ. Canute) — місто (англ. town) в США, в окрузі Вошіта штату Оклахома. Населення — 494 особи (2020).

## Географія
Канют розташований за координатами 35°25′19″ пн. ш. 99°16′39″ зх. д. / 35.42194° пн. ш. 99.27750° зх. д. (35.421973, -99.277523).  За даними Бюро перепису населення США в 2010 році місто мало площу 1,69 км², уся площа — суходіл.

### Клімат
| Клімат : Канют           | Клімат : Канют | Клімат : Канют | Клімат : Канют | Клімат : Канют | Клімат : Канют | Клімат : Канют | Клімат : Канют | Клімат : Канют | Клімат : Канют | Клімат : Канют | Клімат : Канют | Клімат : Канют | Клімат : Канют |
| Показник                 | Січ.           | Лют.           | Бер.           | Квіт.          | Трав.          | Черв.          | Лип.           | Серп.          | Вер.           | Жовт.          | Лист.          | Груд.          | Рік            |
| Середній максимум, °C    | 9,4            | 12,4           | 17,7           | 23,4           | 27,5           | 31,9           | 34,9           | 33,9           | 29,4           | 23,8           | 16,0           | 10,3           | 22,6           |
| Середній мінімум, °C     | −4,7           | −2,3           | 2,4            | 8,1            | 13,2           | 18,1           | 20,5           | 19,5           | 15,3           | 8,9            | 2,4            | −2,9           | 8,2            |
| Норма опадів, мм         | 18             | 30             | 51             | 53             | 117            | 99             | 48             | 74             | 84             | 51             | 43             | 20             | 683            |
| ------------------------ | -------------- | -------------- | -------------- | -------------- | -------------- | -------------- | -------------- | -------------- | -------------- | -------------- | -------------- | -------------- | -------------- |
| Джерело: Weatherbase.com |                |                |                |                |                |                |                |                |                |                |                |                |                |

## Демографія
Згідно з переписом 2010 року, у місті мешкала 541 особа в 228 домогосподарствах у складі 154 родин. Густота населення становила 321 особа/км².  Було 256 помешкань (152/км²).
Расовий склад населення:
| - 89,1 % — білих - 2,2 % — корінних американців - 0,2 % — чорних або афроамериканців - 4,4 % — осіб інших рас |

До двох чи більше рас належало 4,1 %. Частка іспаномовних становила 9,1 % від усіх жителів.
За віковим діапазоном населення розподілялося таким чином: 25,3 % — особи молодші 18 років, 59,5 % — особи у віці 18—64 років, 15,2 % — особи у віці 65 років та старші. Медіана віку мешканця становила 36,8 року. На 100 осіб жіночої статі у місті припадало 98,2 чоловіків;  на 100 жінок у віці від 18 років та старших — 91,5 чоловіків також старших 18 років.
Середній дохід на одне домашнє господарство  становив 59 445 доларів США (медіана — 42 250), а середній дохід на одну сім'ю — 69 980 доларів (медіана — 51 250). За межею бідності перебувало 16,7 % осіб, у тому числі 23,1 % дітей у віці до 18 років та 15,3 % осіб у віці 65 років та старших.
Цивільне працевлаштоване населення становило 184 особи. Основні галузі зайнятості: сільське господарство, лісництво, риболовля — 28,8 %, освіта, охорона здоров'я та соціальна допомога — 14,7 %, роздрібна торгівля — 10,9 %, мистецтво, розваги та відпочинок — 8,2 %.